# Christian Louboutin
Christian Louboutin (født 7. januar 1964) er en skodesigner der lancerede sin første skokollektion for kvinder i 1991. Siden 1992 er skoene blevet produceret med den karakteristiske røde sål, hvilket er blevet hans signatur. I marts 2007 søgte Louboutin om at få hans røde sål trademærket i USA.

## Biografi
Som 12-årig sneg Louboutin sig tit ud af skolen for at se showgirls på de parisiske natklubber, hvor han blev meget fascineret af deres kostumer. Han er citeret for at have sagt "showpigerne inspirerede mig meget. Hvis du kan lide høje hæle, er det den ultimative høje høj – det handler kun om benene, hvordan de bærer dem selv og udsmykningen af kroppen. De er det ultimative ikon".

## Skoene
Christian Louboutin er blandt de designere der har fået stiletterne tilbage ind i modebilledet. I 90'erne og 00'erne lavede han mange sko med hæle hvis højde var 120mm og højere. Louboutins mål er at "få kvinden til at se sexet ud, smuk ud, at få hendes ben til at se så lange ud, som de kan". Selvom han laver sko med lavere hæl, så er han bedst kendt for sine mere vilde aftensko, som ofte har smykkede stropper, sløjfer, fjer, læder og andre dekorative ting på sig. 
Om den karakteristiske røde sål har Louboutin sagt: 
"I 1992 indførte jeg den røde sål i designet af mine sko. Det skete ved et uheld da jeg følte at skoene manglede energi, så jeg puttede rød neglelak på sålen af en sko. Det var så stor en succes at det blev permanent".
De røde såler er i dag varemærkeregistreret i hele EU og i USA.

## Medierne
- Jennifer Lopez har indspillet en sang om skoene, der hedder Louboutins.
- Oprah Winfrey har vist en kollektion i et af sine shows, hvor hun omtalte skoene som værende et stykke kunst.
- Sammen med instruktør David Lynch har Louboutin laves en udstilling med sjældne sko af Louboutin, denne vises på Pierre Passebon Gallery, udstillingen hedder "Fetish"